# Himalopsyche maxima
Himalopsyche maxima là một loài Trichoptera trong họ Rhyacophilidae. Chúng phân bố ở miền Cổ bắc.